# Nouvelle société interafricaine d'assurance
La Nouvelle société interafricaine d’assurance (NSIA), est un groupe ivoirien de banques et assurances créé en janvier 1995 par Jean Kacou Diagou. Le groupe opère aujourd’hui dans douze pays d’Afrique de l’Ouest et Centrale et se situe dans les premières places du secteur ivoirien de l'assurance.
La société est détenue par les familles Kacou Diagou et Tchibinda depuis sa création.

## Historique

### Les débuts en Côte d'Ivoire (1995-1998)
En janvier 1995, Jean Kacou Diagou crée la Nouvelle Société Interafricaine d’Assurance(NSIA), dont le cœur de métier est l'Assurance et la Banque. Il s'agit du premier groupe d'assurance et de banque ivoirien.
En 1996, la NSIA réalise ses premières acquisitions en rachetant les filiales Vie et Non Vie des Assurances Générales de France (AGF) et de Côte d’Ivoire (AGCI Vie et AGCI IARD).

### Expansion africaine (1998-2006)
En 1998, le groupe crée la Nouvelle Société Assurance Bénin (NSAB). 
En 2000, NSIA rachète l’ancienne Mutuelle du Gabon, qui deviendra NSIA Gabon. 
En 2002, NSIA crée la filiale sénégalaise puis en 2004 c'est au tour du Congo et en 2005 du Togo. Le Gabon et le Bénin voient aussi des filiales ouvrir courant 2005.

### Ouverture à la banque puis vers l'informatique (2006-2015)
En 2006, le groupe lance ses premières activités bancaires. Il rachète la filiale ivoirienne de la Banque internationale pour l’Afrique occidentale (BIAO) et regroupe l'ensemble de ses activités sous une holding, NSIA Participations SA Holding.
En 2007, le groupe ouvre deux filiales au Cameroun et en Guinée Bissau et enregistre un chiffre d'affaires de 56,110 milliards FCFA. Fin 2008, le groupe NSIA ouvre son capital à Emerging Capital Partners. L’opération, valorisée à 35 millions d’euros, donnera accès au fonds américain à hauteur de 20 % du capital.
En 2009, c’est vers le Mali et la Guinée que le groupe NSIA se tourne, avec notamment l’ouverture d’une filiale malienne d’Assurances Vie. L’acquisition de 80 % de CDH Insurance Company au Ghana, marque les premiers pas du groupe en Afrique anglophone.
En 2011, le groupe acquiert la filiale d’assurances de Diamond Bank au Niger et prend le contrôle du capital d’Adic Insurance.
En 2012, le groupe s'étend aux services informatiques, au conseil en sécurité des systèmes d’informations et à la gestion de projet, avec NSIA Technologies. 
Fin décembre 2012, le chiffre d'affaires du groupe NSIA s'établit à 163 milliards FCFA.
En 2014, le groupe crée la fondation NSIA pour l'aide à la scolarisation des enfants, à l'éducation des jeunes, les femmes en particulier.

### Consolidation financière (depuis 2015)
En 2015, à la suite du départ du capital-investisseur américain Emerging Capital Partners, deux investisseurs le remplace : la Banque nationale du Canada et le fonds Amethis.
En novembre 2017, le groupe NSIA finalise l’acquisition, pour un total de 61 millions d’euros, de Diamond Bank SA. Bénédicte Janine Kacou Diagou prend la tête du conseil d'administration.
En juillet 2018, NSIA participe à la création d’Orange Bank Africa, une banque entièrement numérique. Le groupe détient 25 % du capital, réparti entre NSIA Banque Côte d’Ivoire (20 %) et NSIA Banque Bénin (5 %). La banque est lancée en 2020.
En 2020, le groupe NSIA lance un Fonds commun de titrisation des créances (FCTC) de 40 milliards de Fcfa et franchit une nouvelle étape en annonçant la cotation du FCTC NSIA Banque CI 7 % 2020-2025 à la BRVM.
En juillet 2023, le Béninois Magloire Dochamou est nommé à la direction générale de la NSIA afin de remettre la compagnie sur de bons rails à la suite d'un nombre élevé de sinistres qui ont affecté sa rentabilité lors des années précédentes.

## Filiales
Les sociétés qui composent le groupe NSIA comprennent: 
- Asset Management : Spécialisée dans la gestion d’actifs financiers émis dans la zone UEMOA et les marchés réglementés autorisés par le Conseil Régional de l’Épargne Publique et des Marchés Financiers (CREPMF).
- NSIA Finance : Société de Gestion et d’Intermédiation (SGI) du Groupe NSIA. Elle est agréée par le Conseil Régional de l'Épargne Publique et des Marchés Financiers (CREPMF).
- Tchegbao SA : Filiale spécialisée dans l’immobilier du Groupe NSIA, Tchegbao SA propose à sa clientèle trois formes d’accompagnement : gestion de patrimoine, ingénierie foncière et promotion immobilière.
- Fondation NSIA : Créée en 2014, la Fondation NSIA est engagée dans plusieurs domaines : éducation, arts et culture, environnement mais aussi l’insertion des femmes et de la jeunesse.